# Brendan Chardonnet
Brendan Chardonnet (* 22. Dezember 1994 in Saint-Renan) ist ein französischer Fußballspieler, der bei Stade Brest in der Ligue 1 unter Vertrag steht.

## Karriere
Chardonnet begann seine fußballerische Karriere bei Stade Brest. 2012/13 spielte er jedoch überwiegend für die zweite Mannschaft in der National 3. Am 18. Mai 2013 (37. Spieltag) debütierte er gegen Paris Saint-Germain, als Brest schon sicher abgestiegen war. Insgesamt stand er ein weiteres Mal im Kader der Liga und einmal in dem des Pokals. In der Ligue 2 debütierte er am 29. November 2013 (16. Spieltag) bei einer 1:0-Niederlage gegen Clermont Foot in der Startelf. In der gesamten Saison stand er in 15 Ligaspielen auf dem Platz. In der Folgesaison war er überhaupt nicht gesetzt und spielte nur acht Ligaspiele in der Innenverteidigung.
Daraufhin wurde er für die Saison 2015/16 in die National an die SAS Épinal verliehen. Am 7. August 2015 (1. Spieltag) debütierte er gegen die US Boulogne in der Startelf. Einen Monat später (6. Spieltag) schoss er beim ersten Saisonsieg Épinals das erste Tor zur 1:0-Führung (2:1). Nachdem er gegen Ende der Saison seinen Stammplatz verloren hatte, lief er in der gesamten Saison 20 Mal auf.
Auch nach seiner Rückkehr hatte er keinen Stammplatz bei Brest und spielte 2016/17 nur 14 Mal. Die Folgesaison über spielte er achtmal in der Ligue 2. Am 21. Januar 2019 (21. Spieltag) schoss er sein erstes Tor im Profibereich gegen den Paris FC. Wettbewerbsübergreifend schoss er drei Tore in 15 Spielen. Nach der Saison stand Brest auf Tabellenplatz zwei und stieg in die Ligue 1 auf. Sein Ligue-1-Debüt gab er am 24. August 2019 (3. Spieltag), als er gegen Stade Reims bei einem 1:0-Sieg in der Startformation stand. In der gesamten Saison spielte er in 12 Ligaspielen. Sein erstes Tor in der ersten Liga schoss er gegen HSC Montpellier am 20. Dezember (16. Spieltag) (2:2). In der Saison bekam er schließlich seinen Stammplatz und spielte fast jedes Spiel.

## Erfolge
- Zweiter der Ligue 2 und Aufstieg in die Ligue 1: 2019

## Karriereübersicht
| Verein          | Saison          | Liga   | Liga | Nat. Pokal | Nat. Pokal | Europapokal | Europapokal | Andere | Andere | Gesamt | Gesamt |
| Verein          | Saison          | Spiele | Tore | Spiele     | Tore       | Spiele      | Tore        | Spiele | Tore   | Spiele | Tore   |
| --------------- | --------------- | ------ | ---- | ---------- | ---------- | ----------- | ----------- | ------ | ------ | ------ | ------ |
| SAS Épinal      | 2015/16         | 20     | 2    | —          | —          | —           | —           | —      | —      | 20     | 2      |
| Gesamt          | Gesamt          | 20     | 2    | —          | —          | —           | —           | —      | —      | 20     | 2      |
| Stade Brest     | 2012/13         | 1      | 0    | 0          | 0          | —           | —           | —      | —      | 1      | 0      |
| Stade Brest     | 2013/14         | 15     | 0    | 1          | 0          | —           | —           | —      | —      | 16     | 0      |
| Stade Brest     | 2014/15         | 8      | 0    | 1          | 0          | —           | —           | —      | —      | 9      | 0      |
| Stade Brest     | 2016/17         | 14     | 0    | 2          | 0          | —           | —           | —      | —      | 16     | 0      |
| Stade Brest     | 2017/18         | 8      | 0    | 0          | 0          | —           | —           | —      | —      | 8      | 0      |
| Stade Brest     | 2018/19         | 10     | 2    | 2          | 1          | —           | —           | —      | —      | 12     | 3      |
| Stade Brest     | 2019/20         | 12     | 0    | 3          | 0          | —           | —           | —      | —      | 15     | 0      |
| Stade Brest     | 2020/21         | 33     | 3    | 0          | 0          | —           | —           | —      | —      | 33     | 3      |
| Stade Brest     | 2021/22         | 32     | 3    | 3          | 0          | —           | —           | —      | —      | 35     | 3      |
| Gesamt          | Gesamt          | 133    | 8    | 12         | 1          | —           | —           | —      | —      | 145    | 9      |
| Karriere Gesamt | Karriere Gesamt | 153    | 10   | 12         | 1          | —           | —           | —      | —      | 165    | 11     |